# ماساهيتو ياماموتو
ماساهيتو ياماموتو (باليابانية: 山本正人؛ بالكانا: やまもと まさひと) هو لاعب اتحاد الرغبي ياباني، ولد في 29 مايو 1978 في ناغويا في اليابان.